# 입천장뼈

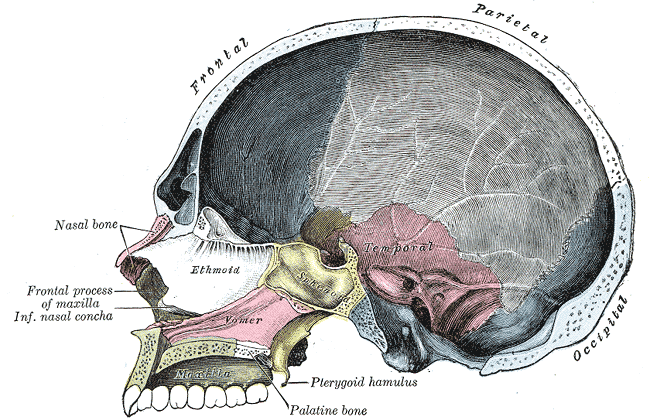
구개골(palatine bone)은 왼쪽 아래에 표시되어 있다.

구개골(口蓋骨) 또는 입천장뼈(문화어: 하느라지뼈)는 수많은 동물종에서 볼 수 있는 얼굴뼈의 불규칙뼈이다. 경구개라는 용어와 함께 기술되는 것이 보통이다. 구개골의 영어 낱말 palate(/ˈpælətaɪn/)는 라틴어 palatum에서 비롯한다.

## 기능
접구개공(蝶口蓋孔)은 나비뼈와 구개골 안와돌기 사이의 구멍이다. 비강을 통과하여 익구개신경절(翼口蓋神經節)의 가지, 악동맥의 접구개동맥으로 연결된다.

## 같이 보기
- 얼굴뼈